# Spokane Creek
Spokane Creek é uma região censitária  no condado de Broadwater, estado de Montana, nos Estados Unidos. Esta região censitária tinha 355 habitantes, de acordo com o censo realizado em 2010.

## Geografia
De acordo com o  United States Census Bureau, esta região censitária tem 44,8 km2, todos de terra.